# Wilhelm Werdelmann
Wilhelm Werdelmann (* 20. März 1865 in Leopoldshöhe, Fürstentum Lippe; † 25. April 1919 in Barmen, heute zu Wuppertal; vollständiger Name: Bernhard August Wilhelm Werdelmann) war ein deutscher Architekt und Architekturlehrer.

## Leben
Werdelmann besuchte das Gymnasium Leopoldinum in der lippischen Residenzstadt Detmold und studierte anschließend 1885 bis 1886 an der Technischen Hochschule Dresden und 1886 bis 1889 an der Technischen Hochschule Charlottenburg. 1890 bestand er das 1. Staatsexamen, im Rahmen seines Referendariats arbeitete er als Regierungsbauführer bei der Ausführung des Reichsgerichtsgebäudes in Leipzig unter den Architekten Ludwig Hoffmann und Peter Dybwad. 1894 legte er das 2. Staatsexamen zum Regierungsbaumeister (Assessor) ab. Im gleichen Jahr beteiligte er sich an dem Architekturwettbewerb für den Neubau eines städtischen Hallenschwimmbades in Breslau. Sein Entwurf gewann den Wettbewerb, und der Bau wurde unter seiner Leitung 1895 bis 1897 ausgeführt. Er fasste dadurch in Breslau Fuß und arbeitete dort bis 1899 als selbstständiger Architekt. Im Jahr 1899 wurde Werdelmann als Nachfolger von Erdmann Hartig zum Direktor der Kunstgewerbeschule Barmen berufen, wo er bis zu seinem Tod 1919 blieb.

## Bauten

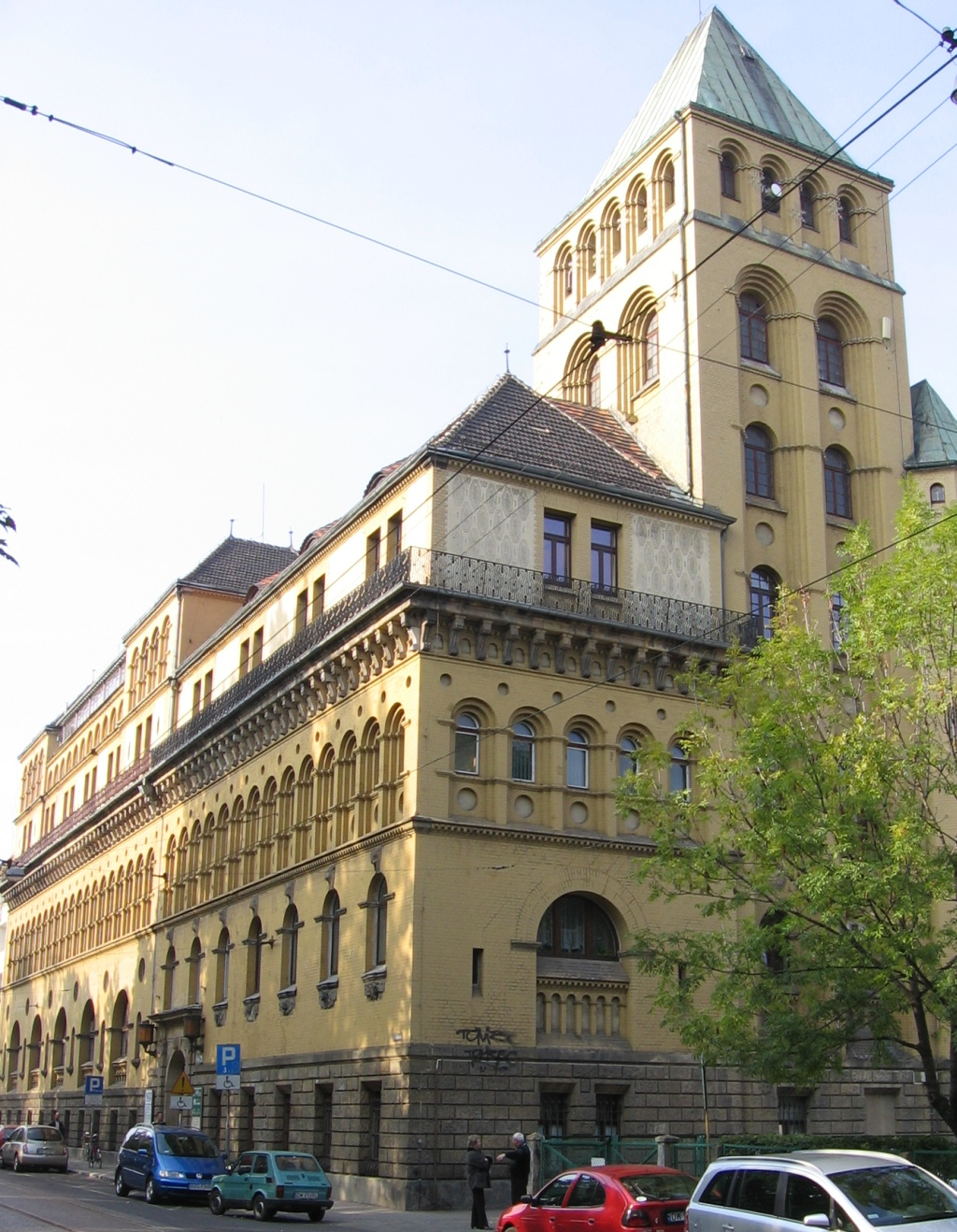
Hallenschwimmbad / Łaźnia Miejska in Breslau / Wrocław (Foto 2005)

- 1895–1897: städtisches Hallenschwimmbad (Łaźnia Miejska) in Breslau (Wrocław), Zwingerstraße 10 (ulica Teatralna) (mit Veränderungen erhalten)
- 1898: Palais Wiskott (für Kommerzienrat Th. Wiskott) in Breslau, Am Stadtgraben (ulica Podwale)
- vor 1900?: „Militärkurhaus“ in Bad Landeck (Niederschlesien) (Lądek-Zdrój)
- 1903–1905: Volksbadeanstalt (auch bezeichnet als „Stadtbad und Volksheim“) in Striegau (Niederschlesien)[1]
- 1907–1909: Volksbad in Jena
- 1909–1911: evangelische Lutherkirche mit Pfarrhaus und Gemeindehaus in (Wuppertal-) Barmen-Heckinghausen
- 1913–1914: evangelisch-lutherische Erlöserkirche in (Wuppertal-) Barmen-Sedansberg, Stahlstraße 9